# Франц Кірхфельд
Франц Кірхфельд (нім. Franz Kirchfeld; 4 липня 1897, Ессен — 8 липня 1969, Ессен) — німецький льотчик-ас, лейтенант Імперської армії.

## Біографія
Учасник Першої світової війни. 11 лютого 1918 року прибув у 73-тю винищувальну ескадрилью і служив у ній до кінця війни. Ескадрилья спеціалізувалася на нічному перехопленні, і Кірхфельд здобув у її складі дві нічні перемоги. Всього на рахунку льотчика 8 повітряних перемог.